# Unidad Nacional de la Esperanza
La Unidad Nacional de la Esperanza (UNE) es un partido político de derecha guatemalteco. Históricamente, se definía como un partido socialdemócrata situado en el centro y la centroizquierda
En 2003, Álvaro Colom fue el candidato presidencial, pero perdió la segunda vuelta electoral ante Óscar Berger de la Gran Alianza Nacional.
En 2007, nuevamente Álvaro Colom es proclamado candidato a presidente y Rafael Espada a vicepresidente. El 4 de noviembre de ese año, ganó la segunda vuelta electoral disputada con Otto Pérez Molina del PP cuando llegó a ser Presidente Constitucional de la República, al ser electo por más de 1.4 millones de votos en segunda vuelta..
Para las elecciones de 2011, la UNE forma una coalición con la Gran Alianza Nacional (UNE-GANA), promoviendo la candidatura de la entonces esposa de Álvaro Colom y primera dama de Guatemala Sandra Torres. Sin embargo esta candidatura fue rechazada por el Tribunal Supremo Electoral, la Corte Suprema de Justicia y la Corte de Constitucionalidad, por considerar que se violaba el artículo 186 de la Constitución Política de la República de Guatemala En las últimas elecciones de 2011, el partido sin contar con candidato presidencial logra colocar 51 (8 por listado nacional y 43 distritales) escaños en el Congreso de la República con más de 1.1 millones de votos y, 136 alcaldes municipales.
En las elecciones de 2015, la ex primera dama Sandra Torres volvió a ser proclamada candidata presidencial junto a Mario Leal Castillo como candidato a la vicepresidencia. Torres se posicionó en segundo lugar y pasó a segunda vuelta con el candidato Jimmy Morales. Torres fue derrotada con el 34.5% de los votos.
En las elecciones de 2019, Torres volvió a ser proclamada candidata presidencial junto al excanciller Carlos Raúl Morales como candidato vicepresidencial. Torres se posicionó en primer lugar y pasó a segunda vuelta con el segundo lugar, el candidato Alejandro Giammattei. En estos comicios, Torres obtuvo el mejor resultado electoral del partido. Sin embargo, en el balotaje fue derrotada nuevamente obteniendo el 42% de los votos.
En las elecciones de 2023, Torres nuevamente se postuló junto al expastor evangélico Romeo Guerra como candidato vicepresidencial. En esa ocasión, Torres explicó que su partido era de «centro».

## Historia
Es una Institución de Derecho Público, con personalidad jurídica y constituida por tiempo indefinido, autorizada el 6 de septiembre de 2002; congruente con el Régimen Político de Guatemala.
Surge con el objetivo de contribuir a que en Guatemala se desarrolle y consolide una democracia funcional y participativa, que incluya los aspectos políticos, económicos, sociales y culturales para el pleno desarrollo humano y cívico Político de los guatemaltecos y guatemaltecas, dentro de un marco de absoluto respeto al contexto multiétnico, pluricultural y multilingüe, que caracteriza la sociedad guatemalteca; promoviendo siempre la unidad dentro de la diversidad que caracteriza al país.
Sus fundamentos Ideológicos son: a) la Supremacía constitucional; b) la legalidad; c) la Democracia; d) la libertad: e) la equidad y la justicia social; f) el irrestricto respeto a los derechos humanos y g) la solidaridad.  Mismos que nos ubican con una ideología social democrática.
El partido es el único en Guatemala que es parte de la Internacional Socialista que es la unidad internacional de partidos: socialistas, laboralistas y social democráticos.
El partido llegó a contar con más de 95,000 afiliados en 2012 habiendo crecido en más de 20,000 afiliados durante los últimos 5 años cuando gobernó el país.

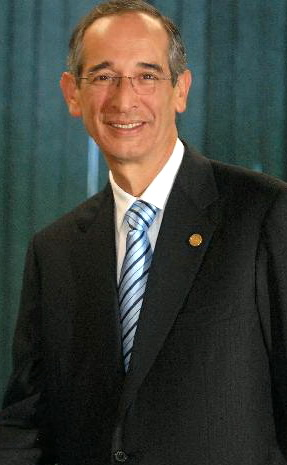
Álvaro Colom, fue el primer candidato presidencial por el partido UNE en 2003.

Fue registrado como partido político el 6 de septiembre de 2002.

### Elecciones generales de 2003
Álvaro Colom fue el principal precandidato presidencial de este partido, había participado en la elección presidencial de 1999 por la coalición de partidos izquierdistas, Unidad Revolucionaria Nacional Guatemalteca y el partido Desarrollo Integral Auténtico (URNG-DIA). Fue proclamado candidato a la presidencia por este partido en enero de 2003. Su campaña se enfocó en temas de igualdad, reducción de la pobreza y, el impulso y creación de programas sociales, sin embargo Óscar Berger se mantuvo primero en las encuestas de intención de voto.
Según el Tribunal Supremo Electoral, este partido quedó en segundo lugar con un total de 707.635 votos que representó un 26.40%, debido a que ni él, ni Berger lograron más de un 50% tendrían que ir a balotaje. El 28 de diciembre de 2003, según la información oficial del TSE, obtuvo un total de 1.046.868 votos en balotaje que representó un 45.90% del total del electorado, habiendo perdido dicha elección.
Obtuvo 32 escaños en el Congreso de la República, 6 por lista nacional y 26 por distrito electoral.

### Elecciones generales de 2007
Nuevamente las bases de este partido proclamaron a Álvaro Colom como candidato a presidente y a Rafael Espada como candidato a vicepresidente. Al igual que la campaña electoral de 2003, se mantuvo centrada en temas de igualdad y justicia.
Esta vez su campaña sobre temas de igualdad se intensificó, además de ello estuvo concentrada en la creación de programas sociales para la reducción de pobreza. Su principal eslogan fue «Tu esperanza es mi compromiso», mantuvo otros como «Colom por ti, Colom por mí» y «Tiempo de Solidaridad». Dio a conocer la Bolsa Solidaria y Mi Familia Progresa, programas sociales que impulsó durante su gobierno siendo la primera correspondiente a una bolsa con alimentos básicos para la alimentación de familias en extrema pobreza y el segundo una serie de transferencias mensuales condicionadas a familias pobres.
Según los resultados oficiales del TSE, en primera vuelta la UNE obtuvo un total de 926.236 votos, que representó un 28.23% del total del electorado, quedando en primer lugar, sin embargo no se alcanzó el porcentaje establecido y se tuvo que hacer balotaje. En segunda vuelta obtuvo un total de 1.449.153 de votos que representó un 52.82% del total del electorado, habiendo sido Colom electo Presidente de la República de Guatemala.
Obtuvo 51 de los 158 escaños en el Congreso, 104 de los 332 alcaldes municipales, y 5 de los 20 escaños para el Parlamento Centroamericano.

### Elecciones generales de 2011
La UNE proclamó como su principal precandidata presidencial a la entonces primera dama Sandra Torres de Colom. Este partido formó una coalición con la Gran Alianza Nacional, para promover la candidatura de Torres. Sin embargo, Sandra Torres, por ser esposa en ese entonces de Álvaro Colom, presidente de Guatemala, tendría prohibición para participar en elecciones presidenciales. El 21 de marzo del mismo año, Sandra Torres presentó ante el Organismo Judicial su demanda de divorcio, esto con el fin de que ya legalmente separada de Álvaro Colom, el artículo 186 de la constitución no le impediría ser candidata presidencial.
La coalición UNE-GANA confirmó la postulación como candidata a presidente a Sandra Torres y vicepresidente Roberto Díaz-Durán.
Sin embargo, el 29 de junio de 2011 el Tribunal Supremo Electoral (TSE) declaró no aceptar la inscripción de la candidatura de Sandra Torres, argumentando que el artículo 186 de la Constitución, que dicta: «Incertidumbre para inscribir a candidatos presidenciales». La Agencia Guatemalteca de Noticias (AGN) informó, que mientras seguían los recursos procesales, continuaba la incertidumbre sobre la participación de Sandra Torres en las elecciones presidenciales de septiembre de 2011, siendo estos recursos de apelaciones ante la Corte Suprema de Justicia y la Corte de Constitucionalidad. El 8 de agosto de 2011, Sandra Torres quedó oficialmente fuera de la contienda electoral y no fue inscrita según la resolución de la Corte de Constitucionalidad de Guatemala que rechazó otorgarle una apelación y argumentó que lo sucedido se trataba de un «fraude de ley» al haber intentado evadir la prohibición constitucional. Fue la primera vez en la historia del país que el partido oficial no tiene candidato presidencial. En las elecciones de 2011, el partido sin contar con candidato presidencial logró colocar 51 (8 por listado nacional y 43 distritales) escaños en el Congreso de la República con casi un 1 millón de votos y 136 alcaldes municipales.
La alianza entre la Unidad Nacional de la Esperanza (UNE) y la Gran Alianza Nacional (GANA) llegó a su fin el 29 de octubre de 2011. Aunque se puede considerar que hizo alianza con su antiguo miembro Manuel Baldizón quién fue candidato por Libertad Democrática Renovada y que pasó a la segunda vuelta.

### Elecciones generales de 2015
En el 21 de mayo de 2012 Sandra Torres fue elegida como secretaria general del partido y a partir de allí se consolidó como indiscutible líder de la organización. En 2015 fue postulada como candidata presidencial junto al empresario Mario Leal Castillo, fue inscrita por el TSE y obtuvo el segundo lugar detrás de Jimmy Morales y por delante de Manuel Baldizón por poco margen de 0.12%. En la segunda vuelta obtuvo el segundo lugar con 32.56% de los votos válidos. Torres aceptó los resultados indicando «El pueblo hizo su elección y nosotros la respetamos».
En esas elecciones el partido obtuvo 676.00 votos aproximadamente y 33 diputados (28 distritales y 5 por listado nacional) además de 61 alcaldes municipales y 5 diputados del Parlacen.

### Elecciones generales de 2019
En las elecciones de 2019 el partido obtuvo los mejores resultados en la elección legislativa y municipal, no así en la presidencial donde Torres nuevamente fue derrotada en segunda vuelta, esta vez por Alejandro Giammattei. En dichas elecciones obtuvo 52 diputados (7 por listado nacional y 45 distritales) además de 107 alcaldes municipales y 5 diputaos del Parlacen. En la primera vuelta Sandra Torres ganó la elección con el 25.53% de los votos válidos pero en la segunda vuelta solo obtuvo 42.05% de los votos válidos. La misma noche ante los resultados preliminares el partido representado por Óscar Argueta aceptaron los resultados y reconocieron la derrota.

#### Escisión
Torres ha sido miembro de la Unidad Nacional de la Esperanza desde su fundación en 2002 y ha jugado un papel preponderante dentro de este desde entonces. En 2012 fue elegida por primera vez como secretaria general del partido y en las siguientes asambleas generales fue reelecta en la misma posición eso permitió que durante esos años su figura se confirmara realmente como líder indiscutible de la organización política. Fue hasta el año 2019 cuando tuvo que dejar de forma prolongada su función luego de haber sido arrestada e iniciado un proceso legal en su contra por financiación no registrada del partido. En octubre de 2019 el Comité Ejecutivo del partido designó a Oscar Argueta Mayén como secretario general para que Torres atendiera su proceso penal, sin embargo esto provocó una pugna entre ambos personajes debido a que Torres intentó en 2020 regresar como secretaria general pero los miembros del partido ya no la aceptaron por llevar aún el proceso penal, eso llevó a que después de varios recursos judiciales Torres recuperara «milagrosamente» el control de su partido en octubre de 2021, pues ella ya había sido expulsada de este meses antes. A partir de allí el partido sufrió un cisma y varios integrantes de la dirección nacional se retiraron de la agrupación y fundaron otra: el partido Voluntad, Oportunidad y Solidaridad, siendo estos Jairo, Orlando Blanco, Carlos Barreda, Mario Taracena ente otros.

### Elecciones generales de 2023
Nuevamente en esta elección Torres fue postulada, después de recuperar el control del partido, junto al pastor evangélico Romeo Guerra. En la primera vuelta obtuvo el primer lugar con el 21.10% de los votos pero fue derrotada, con el 31.10% de votos, en la segunda vuelta por Bernardo Arévalo. Durante la campaña el partido cambió radicalmente sus posiciones políticas, aparentemente abandonó la socialdemocracia y se redefinió como de «centro» además adoptó discursos conservadores para atraer a ese sector de la población en la segunda vuelta, en entrevistas Torres aseguró que su ideología era Guatemala. Luego de la primera vuelta, ante la sorpresa de Arévalo al pasar a segunda vuelta, adoptó un discurso que cuestionaba la credibilidad de las elecciones incluso un día antes de la segunda vuelta solicitó un recurso legal ante la CSJ para asegurarse de que el TSE no cometiera «ilegalidades», ante la victoria contundente de Arévalo el partido no aceptó los resultados y optó por cuestionarlos señalando una serie de irregularidades inexistentes y aclaradas por el tribunal electoral, que denotaron que miembros del partido no entendían acerca de lo que acusaban. El día que el Tribunal Supremo Electoral oficializó los resultados y declaró a las autoridades electas el Comité Ejecutivo Nacional del partido, en un comunicado, calificó la resolución de «ilegal».

## Comité ejecutivo

### Secretarios Generales
| Secretario General   | Período     |
| -------------------- | ----------- |
| Álvaro Colom         | 2003 - 2007 |
| Jairo Joaquín Flores | 2007 - 2012 |
| Sandra Torres        | 2012 - 2019 |
| Oscar Argueta        | 2019 - 2021 |
| Sandra Torres        | 2021 - 2023 |
| Víctor Guerra        | 2023        |
| Sandra Torres        | Desde 2024  |

### Asambleas Generales
| N.º Asamblea General | Secretario General electo | Año  | N.º Asamblea General  | Secretario General electo | Año  |
| -------------------- | ------------------------- | ---- | --------------------- | ------------------------- | ---- |
| I Asamblea General   | Álvaro Colom              | 2003 | VII Asamblea General  | Sandra Torres             | 2015 |
| II Asamblea General  | Álvaro Colom              | 2005 | VIII Asamblea General | Sandra Torres             |      |
| III Asamblea General | Jairo Joaquín Flores      | 2007 | IX Asamblea General   | Sandra Torres             |      |
| IV Asamblea General  | Jairo Joaquín Flores      | 2009 | X Asamblea General    | Sandra Torres             | 2017 |
| V Asamblea General   | Sandra Torres             | 2012 | XI Asamblea General   | Sandra Torres             | 2022 |
| VI Asamblea General  | Sandra Torres             | 2013 |                       |                           |      |

## Resultados electorales

### Presidenciales
| Año electoral | Candidato presidente | Candidato vicepresidente        | 1.ª vuelta                                  | 1.ª vuelta                                  | 2.ª vuelta                                  | 2.ª vuelta                                  |
| Año electoral | Candidato presidente | Candidato vicepresidente        | Total de votos                              | Porcentaje                                  | Total de votos                              | Porcentaje                                  |
| ------------- | -------------------- | ------------------------------- | ------------------------------------------- | ------------------------------------------- | ------------------------------------------- | ------------------------------------------- |
| 2003          | Álvaro Colom         | Fernando Andrade Díaz-Durán     | 707.635                                     | 26,36% (2°)                                 | 1.046.868                                   | 45,87% (2°)                                 |
| 2007          | Álvaro Colom         | Rafael Espada                   | 926.236                                     | 28,24% (1°)                                 | 1.449.533                                   | 52,82% (1°)                                 |
| 2011          | Sandra Torres        | José Roberto Díaz-Durán Quezada | No participó por prohibición constitucional | No participó por prohibición constitucional | No participó por prohibición constitucional | No participó por prohibición constitucional |
| 2015          | Sandra Torres        | Mario Roberto Leal Castillo     | 967.242                                     | 19.76% (2°)                                 | 1.328.381                                   | 32.56% (2°)                                 |
| 2019          | Sandra Torres        | Carlos Raúl Morales             | 1.112.939                                   | 25.53% (1°)                                 | 1.384.005                                   | 42.05% (2°)                                 |
| 2023          | Sandra Torres        | Romeo Estuardo Guerra           | 881.592                                     | 21.10% (1°)                                 | 1.567.472                                   | 39.10% (2°)                                 |

### Legislativos
Estos son los resultados que obtuvo en las participaciones que tuvo a partir de 2003:
| Año electoral | Distritales    | Distritales | Distritales | Distritales | Listado Nacional | Listado Nacional | Listado Nacional | Listado Nacional | Total  |  |
| Año electoral | Total de votos | Porcentaje  | Escaños     | +/-         | Total de votos   | Porcentaje       | Escaños          | +/-              | Total  |  |
| ------------- | -------------- | ----------- | ----------- | ----------- | ---------------- | ---------------- | ---------------- | ---------------- | ------ |  |
| 2003          | 416.336        | 16.06%      | 26/127      | 26 N        | 457.308          | 17,99%           | 6/31             | 6 N              | 32/158 |  |
| 2007          | 705.300        |             | 43/127      | 17          | 720.285          |                  | 8/31             | 2                | 51/158 |  |
| 2011          | 998.311        | 22,87%      | 40/127      | 3           | 978.325          | 22,45%           | 8/31             | =                | 48/158 |  |
| 2015          | 380.981        | 8,12%       | 28/127      | 12          | 676.080          | 14,58%           | 5/31             | 3                | 33/158 |  |
| 2019          | 731.015        |             | 45/128      | 17          | 717.204          | 17,81%           | 7/32             | 2                | 52/160 |  |
| 2023          |                |             | 23/128      | 22          | 535,613          | 12.84%           | 5/32             | 2                | 28/160 |  |

### Municipales
| Comicios | Votos     | Porcentaje | Alcaldes | Alcaldes en coalición     |
| -------- | --------- | ---------- | -------- | ------------------------- |
| 2003     | 330.806   | 11,48%     | 37/331   | No participó en coalición |
| 2007     | 656.373   | 31,02%     | 103/332  | No participó en coalición |
| 2011     | 1.043.353 | 22,43%     | 22/333   | 94/333                    |
| 2015     | 781.408   | 16,03%     | 61/338   | No participó en coalición |
| 2019     |           | 31,80%     | 107/340  | No participó en coalición |
| 2023     |           |            | 39/340   | No participó en coalición |

### Parlamento Centroamericano
| Año electoral | Nacional       | Nacional   | Nacional | Nacional |
| Año electoral | Total de votos | Porcentaje | Escaños  | +/-      |
| ------------- | -------------- | ---------- | -------- | -------- |
| 2003          | 445.925        | 18,37%     | 5/20     | 5        |
| 2011          | 975.286        | 22,31%     | 6/20     | 1        |
| 2015          | 718.570        | 16,25%     | 5/20     | 1        |
| 2019          | 633.443        | 19,00%     | 5/20     | =        |
| 2023          | 595.341        | 16,10%     | 4/20     | 1        |

### Presidentes de Guatemala por la Unidad Nacional de la Esperanza
| Presidente | Presidente   | Período   |
| ---------- | ------------ | --------- |
|            | Álvaro Colom | 2008-2012 |